# كريستيان هرنانديز
كريستيان هرنانديز (بالإسبانية: Cristhian Hernández)‏ هو لاعب كرة قدم مكسيكي في مركز الهجوم، ولد في 30 أكتوبر 1993 في غوادالاخارا في المكسيك. لعب مع فيلادلفيا يونيون ونادي بان ونادي لاس فيغاس لايتس ونيويورك كوسموس.

## وصلات خارجية
- كريستيان هرنانديز على موقع الدوري الأمريكي (الإنجليزية)
- كريستيان هرنانديز على موقع قاعدة بيانات كرة القدم.إي يو (الإنجليزية)